# Cloïssa asiàtica
La cloïssa asiàtica (Corbicula fluminea) és una espècie de mol·lusc bivalve d'aigua dolça. Es considera una espècie invasora i a Catalunya es va detectar des de l'any 1997.
El seu origen és Àsia i s'ha fet servir en aquaris sota el nom comercial en anglès de "golden clam" o "golden freshwater clam". Al sud-est asiàtic es coneix sota el nom de cloïssa de la bona sort. Ha estat introduïda a gran part del món incloent-hi Europa i Amèrica del Nord.
Les seves larves, que inicialment fan un mil·límetre de llargada, necessiten d'un a quatre anys per arribar a la maduresa, aleshores fan un centímetre de llargada mentre que els adults poden arribar a fer 5 cm. La part exterior de la seva conquilla normalment és de color verd groguenc amb anells concèntrics. Per la part interior la closca és lleugerament porpra. S'alimenten principalment per filtració de fitoplàncton.
El principal dany que fan és obturar les canonades que porten aigua. A més contribueix al declivi d'altres espècies de cloïsses autòctones vulnerables.

## Distribució original
Rússia, Tailàndia, Les Filipines, Xina, Taiwan, Corea, Japó, però també algunes parts d'Àfrica.

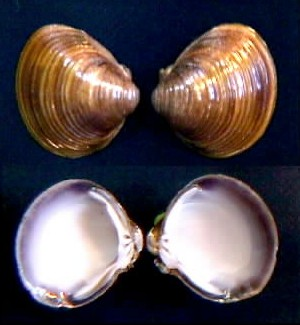
Corbicula fluminalis de l'estat de Sucre, Veneçuela

## Taxonomia
De fet hi ha dues espècies en les poblacions introduïdes, C. fluminea i C. fluminalis. Tanmateix les dues espècies sovint apareixen mesclades i els dos noms es confonen en la bibliografia.

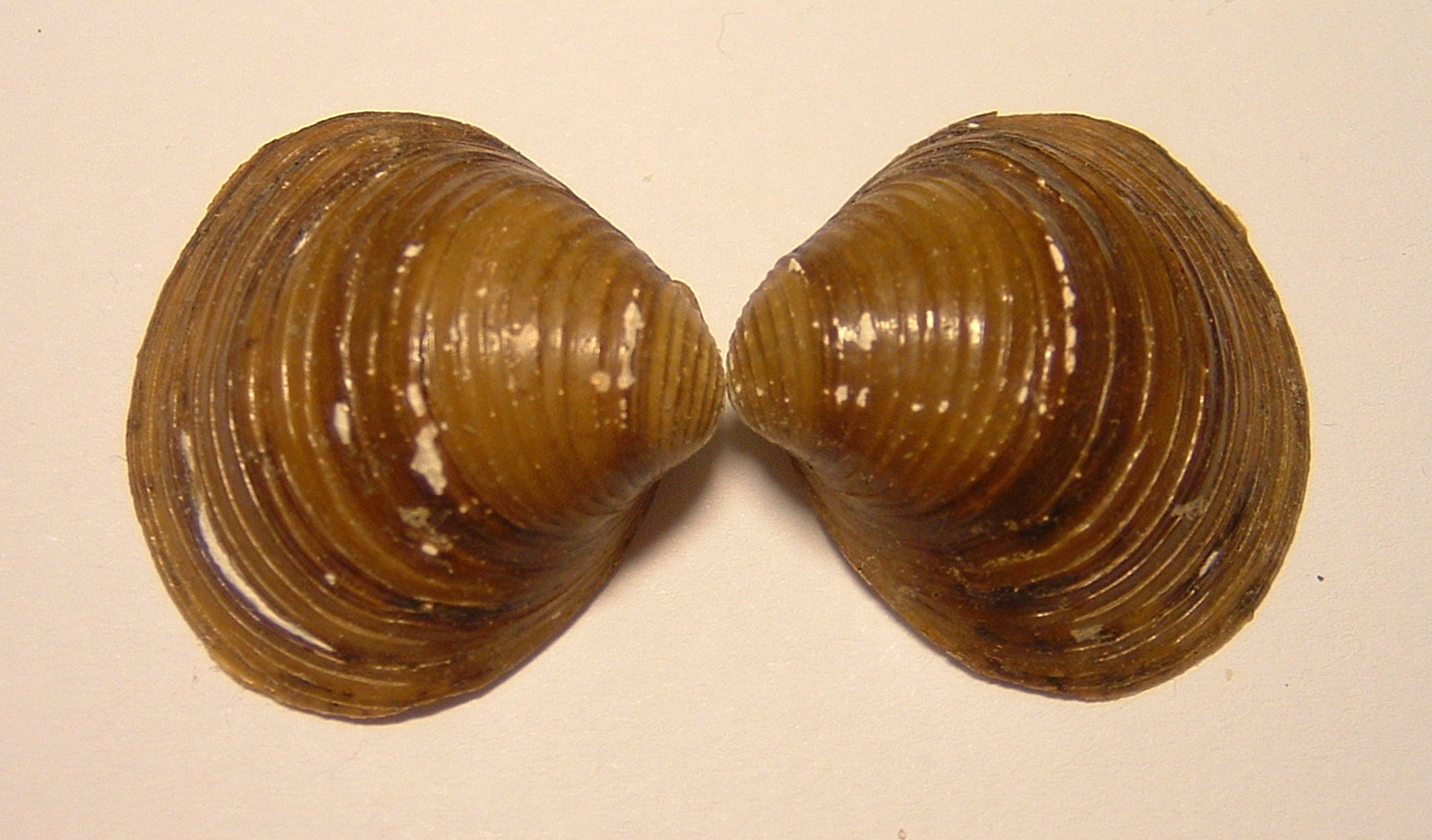
Corbicula fluminalis
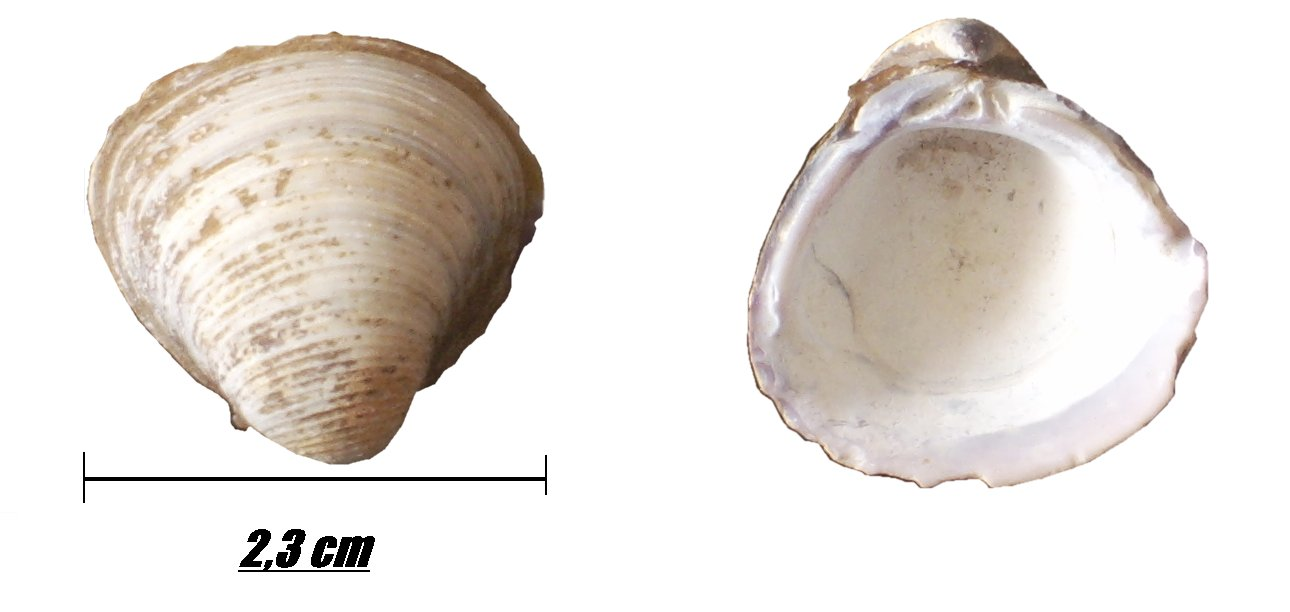
Corbicula fluminalis